# 久保田正躬
久保田 正躬（くぼた まさみ、1931年12月6日 - ）は、日本の体操選手。元天理大学教授。大阪府出身。大阪府立八尾高等学校、東京教育大学体育学部（現在の筑波大学体育学群）卒業。

## 来歴
1954年、ローマ世界選手権に出場、団体総合で銀メダルを獲得。
1956年、メルボルンオリンピックで団体総合銀メダル、平行棒銀メダル、吊り輪銅メダルを獲得。
妻は体操選手でメルボルンオリンピック代表の沢村恭子。メルボルンオリンピックでは日本人としてはじめて夫婦そろってのオリンピック出場を果たした。
引退後は天理大学教授として指導にあたり、1956年に天理大学体操部監督に就任。1968年、天理大学体操部部長に就任した。
ほかに、日本体操協会評議員、大阪府立八尾高等学校体育部OB・OG会第2代会長などを歴任した。